# Dolichopeza inornatipes
Dolichopeza inornatipes är en tvåvingeart som beskrevs av Alexander 1932. Dolichopeza inornatipes ingår i släktet Dolichopeza och familjen storharkrankar. Inga underarter finns listade i Catalogue of Life.